# München (Schiff, 1889)
| München (I) Gregory Mörch | München (I) Gregory Mörch                     | München (I) Gregory Mörch                     |
| ------------------------- | --------------------------------------------- | --------------------------------------------- |
| Stapellauf:               | 23. Januar 1889                               | 23. Januar 1889                               |
| Indienststellung:         | 25. Februar 1889                              | 25. Februar 1889                              |
| Bauwerft:                 | Fairfield, Glasgow                            | Fairfield, Glasgow                            |
| Passagiere:               | 38 I.Klasse 20 II. Klasse 1759 Zwischendeck   | 38 I.Klasse 20 II. Klasse 1759 Zwischendeck   |
| Besatzung:                | 100 Mann                                      | 100 Mann                                      |
| Schwesterschiff:          | Dresden                                       | Dresden                                       |
| ähnlich:                  | Stuttgart, Darmstadt, Gera, Oldenburg, Weimar | Stuttgart, Darmstadt, Gera, Oldenburg, Weimar |
| Technische Daten          |                                               |                                               |
| Vermessung:               | 4.803 BRT                                     | 4.803 BRT                                     |
| Tragfähigkeit:            | 3286 tdw                                      | 3286 tdw                                      |
| Länge (registriert):      | 118,12 m                                      | 118,12 m                                      |
| Breite:                   | 13,40 m                                       | 13,40 m                                       |
| Tiefgang:                 | 9,5 m                                         | 9,5 m                                         |
| Maschinenanlage:          | Dreifach-Expansions-Dampfmaschine             | Dreifach-Expansions-Dampfmaschine             |
| Anzahl der Schrauben:     | 1                                             | 1                                             |
| Leistung:                 | 3.000 PSi                                     | 3.000 PSi                                     |
| Höchstgeschwindigkeit:    | 13 kn                                         | 13 kn                                         |
| Verbleib                  |                                               |                                               |
| 1910 abgebrochen          |                                               |                                               |

Der Dampfer München (I) war der zweite der in den Jahren 1889 bis 1891 vom Norddeutschen Lloyd (NDL) bei Fairfield in Glasgow bezogenen acht Dampfer der Städte-Klasse. Es war der letzte umfangreiche Auftrag des NDL im Ausland. Diese Schiffe wurden auf allen Linien des NDL eingesetzt. Alle acht Dampfer kamen auf dem Nordatlantik, nach Südamerika und nach Australien zum Einsatz, sieben nach Ostasien (München nur von Australien aus) und Weimar und Gera ab 1903 auch auf der Linie vom Mittelmeer in die USA.

## Einsatz der München
Der zweite Dampfer der Serie, die München, wurde am 25. Februar 1889 abgeliefert und trat am 11. März seine Jungfernreise zum La Plata (am 8. April in Montevideo) an. Am 5. Juni folgte die erste Reise in die USA. Am 25. September 1890 fuhr sie dann das erste Mal nach New York.
Am 10. November 1892 erfolgte schon die sechste und letzte Reise nach Südamerika und am 24. März 1900 neunzehnte und letzte Reise über den Nordatlantik.
Am 23. Mai 1900 startete sie dann auf der Reichspostdampferlinie nach Australien, nachdem schon alle sieben anderen Dampfer auf beiden Reichspostdampferlinien zum Einsatz gekommen waren.

### Von Australien nach China
Sie trat allerdings nicht die Rückreise an, sondern erprobte eine neue Linie entlang der australischen Ostküste, nach Herbertshöhe, Friedrich-Wilhelms-Hafen, Ponape und Saipan und dann nach Shanghai. Die Rückreise vom 12. September bis zum 12. Oktober 1900 in Sydney war wirtschaftlich ein Misserfolg, da wegen des Umweges über Saipan, die Reise zu lange dauerte und nicht ausgelastet war. Es gab auf dieser Strecke drei konkurrierende britische und eine japanische Linie.
Auf ihrer dritten Reise am 25. Januar 1901 sollte die München über Yap direkt nach Hongkong laufen.
Am 3. Februar 1901 lief sie dann in der Einfahrt von Yap auf. Um freizukommen, wurde die Ladung weitestgehend über Bord gegeben, so zum Beispiel die Tabakernte der ersten Tabakplantage der Kolonie Deutsch-Neuguinea. Schließlich trafen zwei Hilfsdampfer unter Kapitän Meissel aus Hongkong (Natuna und Wonghoi) ein, denen auch der Regierungsdampfer Stephan half, die die München freibekamen. Die Kaiserliche Marine entsandte trotz des Boxeraufstandes in China den Kreuzer Seeadler zur Assistenz, der allerdings von Amoy kommend erst am 3. Mai eintraf, als die München wieder aufgeschwommen war. Nachdem sie abgedichtet war, ging sie nach Hongkong, wo sie am 28. Juni eintraf. Ihr Verkauf erfolgte anscheinend schon im aufgelaufenen Zustand.

### Unter russischer Flagge
Sie wurde von der Firma Farnham, Boyd & Co, in Shanghai repariert und 1905 an eine russische Reederei verkauft und in Gregory Mörch umbenannt. Unter diesem Namen machte sie am 27. Oktober 1906 und am 18. Januar 1907 zwei Rundreisen von Odessa über Piraeus nach New York. 1910 wurde sie abgewrackt.